# بيلي هيرلي الثالث
بيلي هيرلي الثالث (بالإنجليزية: Billy Hurley III)‏ هو لاعب غولف وضابط أمريكي، ولد في 9 يونيو 1982 في ليسبورغ في الولايات المتحدة.

## وصلات خارجية
- الموقع الرسمي
- بيلي هيرلي الثالث على موقع رابطة لاعبي الغولف المحترفين (الإنجليزية)
- بيلي هيرلي الثالث على موقع التصنيف العالمي الرسمي للغولف (الإنجليزية)